# توپ طلای ۱۹۹۸
توپ طلای ۱۹۹۸ (فرانسوی: 1998 Ballon d'Or‎) ۴۳مین رویداد سالیانهٔ توپ طلا بود که از سوی مجلهٔ فرانس فوتبال به بهترین بازیکن فوتبال در سال ۱۹۹۸ اعطا گردید که در این سال، زین‌الدین زیدان برندهٔ توپ طلا شد.

## رتبه‌بندی
| ردیف | نام              | باشگاه                       | ملیت                  | امتیاز |
| ---- | ---------------- | ---------------------------- | --------------------- | ------ |
| ۱    | زین‌الدین زیدان   | باشگاه فوتبال یوونتوس        | فرانسه                | ۲۴۴    |
| ۲    | داور شوکر        | باشگاه فوتبال رئال مادرید    | کرواسی                | ۶۸     |
| ۳    | رونالدو          | باشگاه فوتبال اینتر میلان    | برزیل                 | ۶۶     |
| ۴    | مایکل اوون       | باشگاه فوتبال لیورپول        | انگلستان              | ۵۱     |
| ۵    | ریوالدو          | باشگاه فوتبال بارسلونا       | برزیل                 | ۴۵     |
| ۶    | گابریل باتیستوتا | باشگاه فوتبال فیورنتینا      | آرژانتین              | ۴۳     |
| ۷    | لیلیان تورام     | باشگاه فوتبال پارما          | فرانسه                | ۳۶     |
| ۸    | ادگار داویدس     | باشگاه فوتبال یوونتوس        | هلند                  | ۲۸     |
| ۸    | دنیس برکمپ       | باشگاه فوتبال آرسنال         | هلند                  | ۲۸     |
| ۱۰   | مارسل دسایی      | باشگاه فوتبال چلسی           | فرانسه                | ۱۹     |
| ۱۱   | فرانک دی بوئر    | باشگاه فوتبال آژاکس آمستردام | هلند                  | ۱۷     |
| ۱۲   | امانوئل پتی      | باشگاه فوتبال آرسنال         | فرانسه                | ۱۶     |
| ۱۳   | روبرتو کارلوس    | باشگاه فوتبال رئال مادرید    | برزیل                 | ۱۳     |
| ۱۴   | لوران بلان       | باشگاه فوتبال المپیک مارسی   | فرانسه                | ۱۱     |
| ۱۴   | فابین بارتز      | باشگاه فوتبال موناکو         | فرانسه                | ۱۱     |
| ۱۶   | آلساندرو دل‌پیرو  | باشگاه فوتبال یوونتوس        | ایتالیا               | ۱۰     |
| ۱۶   | پردراگ میاتوویچ  | باشگاه فوتبال رئال مادرید    | جمهوری فدرال یوگسلاوی | ۱۰     |
| ۱۸   | دیدیه دشان       | باشگاه فوتبال یوونتوس        | فرانسه                | ۹      |
| ۱۸   | الیور بیرهوف     | باشگاه فوتبال آ.ث. میلان     | آلمان                 | ۹      |
| ۲۰   | میکل لادروپ      | باشگاه فوتبال آژاکس آمستردام | دانمارک               | ۶      |
| ۲۱   | رونالد دی بوئر   | باشگاه فوتبال آژاکس آمستردام | هلند                  | ۴      |
| ۲۱   | رائول            | باشگاه فوتبال رئال مادرید    | اسپانیا               | ۴      |
| ۲۳   | برایان لادروپ    | باشگاه فوتبال چلسی           | دانمارک               | ۳      |
| ۲۳   | کلارنس سیدورف    | باشگاه فوتبال رئال مادرید    | هلند                  | ۳      |
| ۲۳   | مارک اورمارس     | باشگاه فوتبال آرسنال         | هلند                  | ۳      |
| ۲۶   | کریستین ویری     | باشگاه فوتبال لاتزیو         | ایتالیا               | ۲      |
| ۲۶   | فرناندو ئیه‌رو    | باشگاه فوتبال رئال مادرید    | اسپانیا               | ۲      |
| ۲۸   | دیوید بکام       | باشگاه فوتبال منچستر یونایتد | انگلستان              | ۱      |
| ۲۸   | لوییس انریکه     | باشگاه فوتبال بارسلونا       | اسپانیا               | ۱      |
| ۲۸   | بیسنته لیزارازو  | باشگاه فوتبال بایرن مونیخ    | فرانسه                | ۱      |
| ۲۸   | نیکس ماچلاس      | باشگاه فوتبال ویتس‌آرنهم      | یونان                 | ۱      |